# Tito Mendoza (actor)
Tito Mendoza (Buenos Aires, Argentina; 3 de septiembre de 1945) es un actor, humorista, director teatral y televisivo y presentador de televisión argentino.

## Carrera
Mendoza fue un destacado actor de reparto cómico de unos 20 filmes argentinos. Entre ellos destacó en La sonrisa de mamá con dirección de Enrique Carreras y protagonizada por Libertad Lamarque y Palito Ortega (con quien volvió a actuar en Yo tengo fe); La colimba no es la guerra con dirección Jorge Mobaied y actuada con Elio Roca, Ricardo Bauleo y Soledad Silveyra; La clínica loca con Gerardo Romano y Mónica Gonzaga; La noche del hurto junto a Ricardo Bauleo, Ethel Rojo, Javier Portales y Mario Sánchez; La discoteca del amor con Cacho Castaña y Mónica Gonzaga; Gran valor encabezada por Juan Carlos Calabró, Despertar de pasiones con Silvia Peyrou y Luis Luque; y Locos por la música con Carlitos Balá y Graciela Alfano. Actuó bajo la dirección de grandes directores  como Emilio Vieyra, Hugo Sofovich, Adolfo Aristarain,  Enrique Cahen Salaberry, Omar Pini, Enrique Dawi y Santiago Carlos Oves.
Fue la televisión la que le abrió las puertas a la fama tras integrar el elenco estable da comedia Los Campanelli, programa que fue llevado al cine con El veraneo de los Campanelli en 1971, y un año después con El picnic de los Campanelli. En ese programa también compartió pantalla con artistas de renombre como Adolfo Linvel, Menchu Quesada, Claudio García Satur, Santiago Bal, Alberto Anchart, María Cristina Laurenz, entre otros.
En la pantalla chica argentina también se lució con cómicos de la talla de Pepe Biondi (Biondirama), Osvaldo Pacheco (Teatro de Pacheco), Darío Vittori (Las comedias de Darío Vittori), Juan Carlos Calabró (Calabromas), Jorge Porcel ( ¿Lo Viste a Porcel? y en Las gatitas y ratones de Porcel), entre otros. También trabajó en Alta comedia, Sábados de la bondad, Domingos para la Juventud; y en las tiras Celeste con Andrea del Boca, Amigos son los amigos junto a Carlín Calvo y Pablo Rago, Vittorio Restaurante, Trillizos, dijo la partera con Guillermo Francella y Laura Novoa, y Los secretos de papá con Daddy Brieva.
Con su programa, Aquí se cocina todo, le permitió su debut como animador, así también como cocinero. Allí entrevisto a figuras como Guillermo Rico y Juanita Martínez y Alfredo Larin En ese programa también fue libretista y director.
En teatro se lució en Hay fiesta en el conventillo, Se pudrió todo, Qué noche de casamiento y Póstumos, este último con un primer elenco en el que se encontraban Hilda Bernard, Érika Wallner, Nelly Prince, Max Berliner, Rubén Tuesta,Gogó Rojo, Ricardo Bauleo, Luisa Albinoni y Edda Díaz.

## Filmografía
- 2004: Conversaciones con mamá como Enfermero
- 1994: Despertar de pasiones como Rosendo
- 1988: La clínica loca
- 1987: Revancha de un amigo como Ratón
- 1987: Mujer-Mujer, en el episodio "La entrega"
- 1987: The Stranger como Linyera
- 1985: El telo y la tele
- 1980: La discoteca del amor como Lugosi
- 1980: Gran valor como  Lutz Ferrando
- 1980: Locos por la música
- 1979: Millonarios a la fuerza
- 1976: La noche del hurto
- 1975: Don Carmelo Il Capo
- 1974: Yo tengo fe como Cafetero
- 1972: La sonrisa de mamá como Amigo de Julio
- 1972: El picnic de los Campanelli como Tito
- 1972: La colimba no es la guerra
- 1971: El veraneo de los Campanelli como Tito

## Televisión
- 2007: Los Iturralde
- 2004: Los secretos de papá [6]
- 1998: Socios y más
- 1995/1997: Ta Te Show.
- 1995: Aquí se cocina todo
- 1991: Celeste
- 1989: Amigos son los amigos
- 1988: Las comedias de Darío Vittori
- 1987: Las gatitas y ratones de Porcel
- 1987: Chispiluz
- 1986: Domingos para la juventud
- 1985: Humor en Demogracia
- 1984: ¿Lo Viste a Porcel?
- 1982: Canal Risas
- 1981: Súper Rocky Rock
- 1981: El teatro de Mercedes Carreras
- 1980: Sábados de la bondad
- 1980: Calabromas
- 1976: Los consagrados de la música
- 1976: Alta comedia
- 1974: Teatro de Pacheco
- 1973: Biondirama
- 1973: El Sangarropo
- 1973: El tango del millón
- 1971: Esto es teatro
- 1969/1974: Los Campanelli.

## Teatro
- Hay fiesta en el conventillo
- Se pudrió todo
- Qué noche de casamiento
- Póstumos
- Así es la Vida
- Los Cuentos de Bocaccio
- ¿Libertad Lamarque, es una mujer de suerte?
- El Maipo de Gala
- ¿Quién es, quién será?
- El Quico
- Juguemos en la Cama
- Chifladas y Mentirosas

Unipersonales: 
- El show de Tito Mendoza
- Ni rosa ni celeste que soy?
- Con bombacha y corpiño
- Dale un beso al amigo
- El quico verde
- El circo de Quico
- Con o sin alianza las chicas de... no se casan!!